# Кравчий великий литовский
Кравчий великий литовский (лат. incisor dapum, structor mensae) — должность в ВКЛ с середины XV века.
Должен был после подготовки стола стольником нарезать поданные блюда. Позже его функции стали номинальными.
Должность известна с XV века, в иерархии должностей занимала высокое место (обычно кравчими назначались молодые представители магнатских родов).
С XVII века должность кравчего ВКЛ — дигнитарская. В поветах были должности кравчих земских, также дигнитарские.

## Список великих кравчих литовских
| Имя                            | Дата принятия должности | Дата сложения должности либо смерти | Примечания                                                            |
| Кравчие ВКЛ                    | Кравчие ВКЛ             | Кравчие ВКЛ                         | Кравчие ВКЛ                                                           |
| ------------------------------ | ----------------------- | ----------------------------------- | --------------------------------------------------------------------- |
| Федка Хромич                   | 1446                    | 1446                                | кравчий великогого князя Свидригайло                                  |
| Товтивил Монтовтович           | 1481                    | 1481                                |                                                                       |
| Александр Гольшанский          | ??                      | 1488                                | Стал подчашим великим литовским                                       |
| Николай Радзивилл              | 1488                    | 1493                                | Стал подчашим великим литовским                                       |
| Януш Александрович Гольшанский | апрель 1495             | 1506 либо 1507                      | Умер                                                                  |
| Юрий Александрович Гольшанский | март 1507               | 1509                                | Стал киевским воеводой                                                |
| Станислав Григорьевич Остик    | июль 1518               | 1519                                | Стал полоцким воеводой. Умер в том же году                            |
| Григорий Григорьевич Остик     | 1519                    | 24 мая 1542                         | Брат предыдущего. Стал подчашим великим литовским                     |
| Ян Радзивилл                   | 1544                    | 27 сентября 1551                    | Умер                                                                  |
| Николай Петрович Кишка         | 1552                    | 1555                                | Стал подчашим великим литовским                                       |
| Юрий Александрович Ходкевич    | 1555                    | 23 марта 1566                       | Стал троцким каштеляном                                               |
| Христофор Радзивилл Перун      | 1566                    | 1569                                | Стал подчашим великим литовским                                       |
| Великие кравчие литовские      |                         |                                     |                                                                       |
| Ян Кишка                       | 20 июня 1569            | октябрь 1579                        | Стал подчашим великим литовским                                       |
| Константин Острожский          | 1579                    | 1588                                | Стал подчашим великим литовским. Умер в том же году                   |
| Юрий Юрьевич Ходкевич          | 31 марта 1588           | 12 января 1590                      | Стал жемайтским старостой                                             |
| Кшиштоф Дорогостайский         | 19 апреля 1590          | 1 мая 1592                          | Стал подчашим великим литовским                                       |
| Андрей Лавринович Война        | 30 мая 1592             | 1620                                | Стал подчашим великим литовским                                       |
| Кшиштоф Веселовский            | 1620                    | 1622                                | Стал маршалком надворым литовским                                     |
| Альбрехт Владислав Радзивилл   | 1622                    | 8 марта 1626                        | Стал троцким каштеляном                                               |
| Николай Веселовский            | 31 марта 1626           | 1630                                | Стал подчашим великим литовским                                       |
| Александр Людвик Радзивилл     | 13 июля 1630            | 1631                                | Стал берестейским воеводой                                            |
| Кшиштоф Сапега                 | 19 августа 1631         | 8 марта 1633                        | Стал подчашим великим литовским                                       |
| Жигимонт Кароль Радзивилл      | 14 марта 1633           | 22 февраля 1638                     | Стал подчашим великим литовским                                       |
| Гедеон Михаил Тризна           | 1638                    | 1642                                | Стал подчашим великим литовским                                       |
| Казимир Тышкевич               | 1642                    | 12 апреля 1644                      | Стал подчашим великим литовским                                       |
| Михаил Кароль Радзивилл        | 11 марта 1645           | 4 января 1653                       | Стал подчашим великим литовским                                       |
| Міхал Казимир Радзивилл        | 10 января 1653          | 16 августа 1656                     | Стал подчашим великим литовским                                       |
| Теодор Денгоф                  | 16 августа 1656         | 15 февраля 1658                     | Стал надворным подскарбием                                            |
| Кшиштоф Потоцкий               | 15 февраля 1658         | 1661                                | Стал подчашим великим литовским                                       |
| Кшиштоф Франтишек Сапега       | 22 июля 1661            | 5 сентября 1665                     | Умер                                                                  |
| Марциан Александр Огинский     | сентябрь 1665           | 1670                                | Стал трокским воеводой                                                |
| Бенедикт Павел Сапега          | 1670                    | 1670                                | Стал надворным подскарбием                                            |
| Ян Кароль Дольский             | 1670                    | 3 февраля 1676                      | Стал подчашим великим литовским                                       |
| Владислав Тышкевич             | 3 февраля 1676          | январь 1684                         | Умер                                                                  |
| Владислав Юзафат Сапега        | 20 мая 1684             | 14 января 1699                      | Стал минским воеводой                                                 |
| Ян Николай Радзивилл           | 2 января 1699           | 31 октября 1709                     | Стал новогрудским воеводой                                            |
| Михаил Антоний Радзивилл       | 31 октября 1709         | 29 августа 1721                     | Брат предыдущего. Умер                                                |
| Мартин Николай Радзивилл       | 1723                    | 1752                                | Сын предыдущего. Лишён должности                                      |
| Станислав Радзивилл            | 27 ноября 1752          | 20 сентября 1759                    | Стал подкоморием великим литовским                                    |
| Михаил Ксаверий Сапега         | 20 сентября 1759        | 24 ноября 1766                      | Умер                                                                  |
| Юзеф Сапега                    | 11 декабря 1766         | 1784                                | Отказался от должности                                                |
| Зигмунд Ксаверий Грабовский    | 31 июля 1784            | 1793                                | Отказался от должности                                                |
| Юзеф Быховец                   | 13 ноября 1793          | 1795                                | Сложил должность в связи с прекращением существования Речи Посполитой |